# L'Âge de pierre (jeu de plateau)
L'Âge de pierre (Stone Age dans sa version originale allemande) est un jeu de société de type placement d’ouvriers, créé par Bernd Brunnhofer en 2008 et édité en France par Filosofia.
C'est un jeu pour 2 à 4 joueurs (5 avec l'extension), dont la durée approximative est de 75 minutes par partie.
Les joueurs incarnent les chefs d'une tribu préhistorique dont le but est d'agrandir et de faire prospérer leur propre tribu.

## Objectif
Posséder le plus grand nombre de points de victoire. Les points de victoire sont gagnés en achetant des bâtiments ou des cartes de civilisation. Pour les acquérir, les tribus doivent donner des ressources (bois, argile, pierre, or). Ils peuvent donc envoyer leurs hommes chercher ces ressources (forêt, glaiserie, carrière, rivière), chercher de la nourriture (prairie). Ils peuvent également améliorer la qualité de vie en augmentant l'agriculture, se reproduire ou améliorer des outils, et enfin acheter des cartes de civilisation ou des bâtiments à proprement parler.

## Règles
Le plus jeune joueur débute avec le pion « Premier Joueur », représenté par un homme sur un trône. Il peut positionner un ou plusieurs de ses pions sur le plateau de jeu pour effectuer une action. Chaque zone, excepté la prairie, possède un nombre limité de places. Ainsi la forêt, la carrière, la glaiserie ou la rivière ne peuvent avoir que 7 pions maximum. Dès qu'il a placé une partie de ses pions, c'est à son voisin de faire de même ; le tour de la table s'effectue et revient au premier joueur qui peut replacer les pions qui lui restent. Lorsque tous les pions ont été disposés, les actions sont exécutées joueur après joueur, marquant l'acquisition de ressources, de bâtiments ou des cartes de civilisation. À la fin du tour, les joueurs doivent nourrir leur tribu en dépensant de la nourriture (minimisée par le niveau d'agriculture de la tribu). La partie s'arrête lorsque la pioche de bâtiments ou de cartes de civilisation est épuisée.

## Actions
Les actions sont gérées dans l'ordre du choix du joueur.

### Ressources
- Forêt : le joueur lance autant de dés que son nombre de pions dans la forêt, et divise le résultat par 3 (arrondi à l'inférieur). Le résultat indique le nombre de morceaux de bois qu'il trouve. C'est une ressource normalement facile à acquérir, mais qui a peu de valeur lors d'achats de bâtiments. Elle est plus utile pour l'achat de cartes de civilisation.

- Glaiserie : le joueur lance autant de dés que son nombre de pions dans la glaiserie, et divise le résultat par 4 (arrondi à l'inférieur). Le résultat indique le nombre de briques qu'il trouve.

- Carrière : le joueur lance autant de dés que son nombre de pions dans la carrière, et divise le résultat par 5 (arrondi à l'inférieur). Le résultat indique le nombre de pierres qu'il trouve.

- Rivière : le joueur lance autant de dés que son nombre de pions dans la rivière, et divise le résultat par 6 (arrondi à l'inférieur). Le résultat indique le nombre de lingots d'or qu'il trouve. C'est une ressource normalement difficile à acquérir, mais qui a une valeur élevée pour l'achat d'un bâtiment.

- Prairie : le joueur lance autant de dés que son nombre de pions dans la prairie et divise le résultat par 2 (arrondi à l'inférieur). Cela lui indique le nombre de nourritures qu'il trouve. La nourriture n'est pas considérée comme ressource : elle ne permet d'acheter ni cartes de civilisation, ni bâtiments. La nourriture est toutefois une nécessité pour nourrir la tribu.

### Acquisitions
- Bâtiments : il y a sur le plateau en début de tour autant de piles de bâtiments que de joueurs. Un joueur ayant posé un pion sur le bâtiment le réserve pour le tour et peut l'acheter. Certains bâtiments ont des coûts fixes, d'autres demandent un certain nombre de ressources d'un certain nombre de ressources différentes, à composer par le joueur (par exemple, quatre ressources de deux types différents). Invariablement, il marque des points de victoire immédiatement dépendant des ressources dépensées.
- Cartes de civilisation : il y a sur le plateau en début de tour quatre cartes de civilisation. La carte située le plus à droite coûte une ressource et le prix croit d’une ressource jusqu’à quatre pour celle le plus à gauche. Un joueur ayant placé un pion sur une carte peut l’acheter en dépensant autant de ressources (le type de ressource n'est pas important). Il acquiert un bénéfice immédiat (des points de victoire, des ressources…) et conserve la carte qui peut lui donner des points de victoire selon son nombre de pions, son niveau d’agriculture, ses outils, ses bâtiments…

En fin de tour chaque carte restante glisse vers la droite. Ainsi une carte onéreuse non achetée devient de moins en moins chère et peut à terme constituer un élément de choix.

### Village
- Agriculture : le joueur augmente d’un point son niveau d’agriculture. Le niveau d’agriculture diminue d’autant le coût en termes de nourriture à dépenser pour nourrir sa tribu. Il est donc nécessaire pour éviter de mettre trop de pions sur la prairie.
- Artisan : le joueur augmente d’un point son niveau d’artisanat. Il peut avoir jusqu’à trois outils ayant une valeur de un à quatre. Les outils peuvent être utilisés chaque tour pour augmenter le résultat des dés avant division : ils peuvent donc permettre « d’arrondir au supérieur » un lancer de dés et gagner des ressources ou de la nourriture en plus.
- L’habitation demande deux pions et permet d’avoir un nouveau pion de personnage pour le tour suivant. Cela est nécessaire pour effectuer plus d’actions, mais demande un bon équilibrage avec l’agriculture pour éviter de placer trop de pions dans la prairie.

## Intérêt
L'intérêt du jeu réside en la prise de risque pour avoir des ressources. Le hasard des dés peut faire en sorte que peu de dés peuvent fournir beaucoup de ressources et inversement beaucoup de dés peuvent en fournir peu. Il faut aussi optimiser les résultats grâce aux outils, jouer sur la population et la nourriture (trop de population permet d'exécuter plus d'actions mais consomme beaucoup de nourritures), stocker les ressources et pouvoir placer ses ouvriers sur des zones avant que les adversaires jettent leur dévolu dessus.